# Erich Heckel

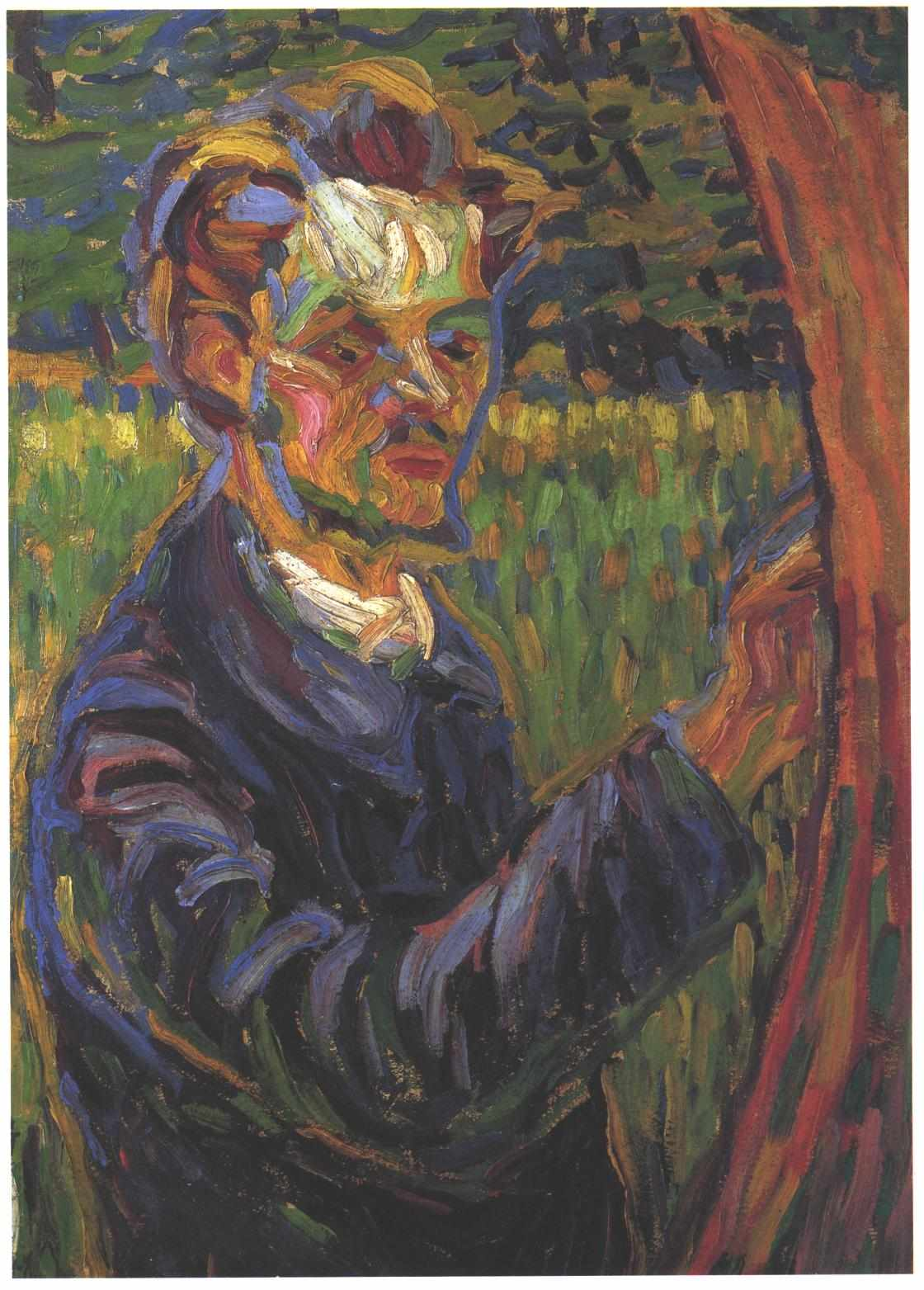
Erich Heckel bij zijn ezel, door Ernst Ludwig Kirchner, ca. 1907

Erich Heckel (Döbeln (Sachsen), 31 juli 1883 - Radolfzell am Bodensee, 27 januari 1970) was een Duitse schilder en graveur.
Heckel was een van de oprichters van de kunstenaarsgroep Die Brücke, een groep die in 1905 in Dresden werd opgericht en bestond tot 1913. Samen met de groep Der Blaue Reiter vormde ze de kern van het Duitse expressionisme. Die Brücke begon met vier leden die een brug (in het Duits "Brücke") wilden slaan tussen de traditionele Duitse kunst en het moderne expressionisme.
In het vroege werk van Heckel is duidelijk de invloed van Paul Gauguin en Vincent van Gogh te zien. Na zijn verhuizing naar Berlijn in 1911 werd zijn werk melancholischer. Heckel is vooral bekend van zijn houtgravures. De leden van Die Brücke zagen de houtgravure als een uniek nationaal medium. Onder de invloed van etnische kunst en de houtgravures van Paul Gauguin namen ze een stijl aan die iets weg had van de vroege Duitse primitieven. Kirchner begon ermee maar Heckel was de beste graveur van de groep.
In 1937 verklaarden de nazi's zijn werk als Entartete Kunst ('ontaarde kunst'). Het werd hem verboden zijn kunst tentoon te stellen en meer dan 700 werken van hem werden verwijderd uit de nationale musea. Tijdens de Tweede Wereldoorlog werd zijn studio vernietigd. Na de oorlog verhuisde hij naar Hemmenhofen bij het Bodenmeer en gaf hij tot 1955 les aan de kunstacademie in Karlsruhe. Erich Heckel overleed in 1970 in Radolfzell aan het Bodenmeer.
De werken van Heckel worden onder andere tentoongesteld in het Brücke Museum in Berlijn.